# Szekigaharai csata
A szekigaharai csata (japánul: 関ヶ原の戦い) 1600. október 21-én (korabeli japán időszámítás szerint Keicsó 5. évének 9. hónap 15. napján) vívott döntő ütközet, mely lehetővé tette Tokugava Iejaszu számára a sógunátus, és ezzel az ország feletti uralom megszerzését. A szekigaharai csatában mindkét oldalon jelentős haderő vett részt, ez a csata volt a japán történelem egyik legfontosabb fordulópontja.
Tojotomi Hidejosi, Japán erőskezű, paraszti származású taikója (kormányzó) 1598-ban meghalt, mégpedig a katasztrofális koreai hadjárat idején. Kijelölt utóda ötéves fia, Tojotomi Hidejori volt. Hogy öröklését biztosítsa, egy ötfős régenstanácsot nevezett ki és egy másik ötfős tanácsot Kiotó vezetésére. A két tanács kilenc tagja, hosszú politikai manőverezések után egyesült a legerősebb hadúr, Tokugava Iejaszu ellen. 1600 augusztusában kezdetét vette a fegyveres küzdelem a nyugati és a keleti daimjók között. A két fősereg végül Szekigaharánál ütközött meg egymással. Több daimjó árulása is kellett ahhoz, hogy nagy győzelmet arathassanak a kezdetben hátrányban lévő Tokugava-erők.
A csata eredményeként 1600-ban véget értek az évtizedek óta tartó háborúk, és befejeződött Japán egyesítése. Sok áldozat és ádáz harc után érték el a békességet, mely előtt a küzdelmet Oda Nobunaga kezdte el, és Tojotomi Hidejosi vitt tovább, és Tokugava Iejaszu teljesített be. A csatát követően hatalomra lépő sztratokrácia, az Edo-bakufu csaknem három évszázadon át fennállt. A kormányzat ellen azonban belső lázadások léptek fel, például Oszaka ostroma (1614–1615) során leszámoltak Hidejorival, Hidejosi örökösével, majd az azt követően kitörő simabarai felkeléssel, mely Japán utolsó nagy fegyveres konfliktusa volt az 1868-as Bosin-háborúig. A Bosin-háború egyben az Iejaszu rendszerének bukását is jelentette, és előkészítette a Meidzsi-restaurációt, melynek során a császár visszavette a hatalmat a sóguntól.

## Előzmények

### Hidejosi halála

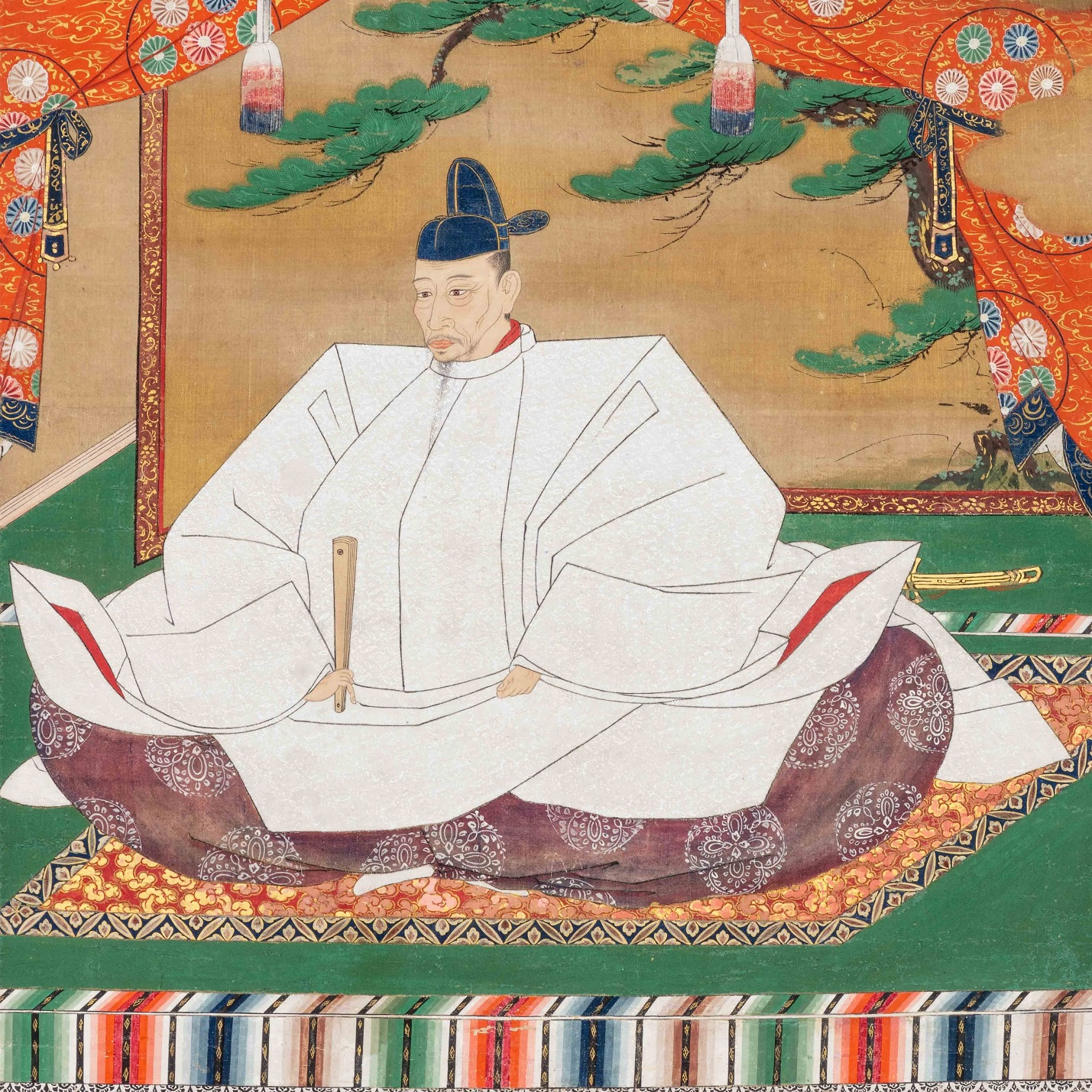
Tojotomi Hidejosi taikó, Japán egyesítője

Tojotomi Hidejosi, a Japán újraegyesítése előtt meggyilkolt Oda Nobunaga paraszti származású tábornoka volt az, aki Nobunaga munkáját befejezve elsőként egyesítette a megosztott Japánt, és 1590-re az egész országra kiterjesztette hatalmát. Mivel nem rendelkezett a császári házhoz visszavezethető származással, a sóguni cím helyett be kellett érnie a kanpaku, a civil kormányzati vezető tisztséggel. Hidejosi elsőszülött fia és örököse, Curumacu 1591-ben meghalt, Hidejosi pedig még abban az évben fogadta fiává, majd örökösévé tette unokaöccsét, Tojotomi Hidecugut, akinek javára lemondott a kanpaku címről, és felvette a lemondott kancellárnak kijáró taikó címet, megtartva azonban a tényleges hatalmat. Mikor fia, Tojotomi Hidejori 1593-ban megszületett, fogadott utódjával megromlott a viszonya, és három évvel később öngyilkosságra utasította őt.
Korea ellen indított két sikertelen inváziója (1592–93 és 1597–98 között) jelentősen meggyengítette a Tojotomi család hatalmát és támogatóinak befolyását, valamint egymás ellen fordította a hadsereg vezetőit és a hivatalnokokat. Csak Hidejosi és öccse, Hidenaga voltak azok, akiknek köszönhetően a két tábor között nem robbant ki komolyabb konfliktus. 1598-ban súlyosan megbetegedett, és összehívta legbefolyásosabb vazallusait: Tokugava Iejaszut, Maeda Tosiiét, Ueszugi Kagekacut, Móri Terumotót és Ukita Hideiét, hogy fia öröklését biztosítsa. Régenstanácsot nevezett ki, fia nevelését Tokugavára és Maedára bízva. Egy másik ötfős tanácsot (köztük Isida Micunarit) a főváros, Kiotó ügyeinek intézésével bízott meg. Még elrendelte a visszavonulást Koreából, véget vetve a balsikerű hadjáratnak, majd szeptember 15-én meghalt. A legjobb helyzetben Tokugava volt, aki távoli birtokai miatt szinte teljesen kimaradt a koreai háborúból, így a legnagyobb állandó hadsereggel és mellé 2,5 millió koku jövedelemmel rendelkezett. Tojotomi intézkedéseinek a fő célja tehát az volt, hogy Tokugavát a többiek szemmel tartsák, és megtiltotta nekik, hogy politikai házasságokat kössenek vagy erődöket építsenek a többiek engedélye nélkül.

### Politikai harcok
Iejaszu, aki eddig türelmesen várt a hatalom megszerzésével, elérkezettnek látta az időt. Ám ahelyett, hogy maga indított volna támadást, arrogáns viselkedésével provokálta a többieket, azt remélve, hogy egyikük megteszi az első lépést helyette. A fő célpontja Isida Micunari volt, aki saját táborán belül is sok ellenséggel bírt. Isida, a fővárosi tanács egyik tagja hozzálátott, hogy meggyengítse Tokugava pozícióját, és megpróbálta megnyerni Maedát, aki Hidejori felett gyámkodott, ám nem járt sikerrel. Eközben a többi régens többször is felszólította Iejaszut a lemondásra, ő azonban nem tette ezt meg. Mivel a Tokugava család hatalma túl nagy volt, nem mertek szembeszállni vele harcban, így Isida merényletet tervezett Iejaszu ellen, de a Tokugava-tábornokok nem támogatták, sőt vele akartak végezni. Isida Iejaszutól kért védelmet, aki ebbe beleegyezett, és fia, Tokugava Hidejaszu felügyelete alatt hazaküldte Isidát birtokára 1599 tavaszán. Maeda Tosiie nem sokkal később meghalt, örököse, Maeda Tosinaga Iejaszut támogatta, aki pedig beköltözött az oszakai várba mint Hidejori gyámja.
Iejaszu éppen hadjáratot szervezett a fellázadt Ueszugi régens ellen, amikor Isida cselekvésre szánta el magát. Az öt fővárosi tanácstag és a három másik régens nevében (Maeda csendben ült a döntés meghozásakor) 13 vádból álló hivatalos panaszt intézett Iejaszuhoz, felróva neki többek között a megkötött politikai házasságokat, amelyek tilosak voltak a régenstanács tagjainak, és az oszakai vár sajátjaként való használata ellen is fellépett. Iejaszu ezt nyílt hadüzenetként értelmezte. Az erőviszonyok már ekkor egyértelműek voltak: Tokugava lett a keleti hadsereg, míg Isida a nyugati hadsereg parancsnoka.

### Tervek és előkészületek
Isida titkos szövetséget kötött a birtokaira visszatért Ueszugi Kagekacuval, hogy közösen támadják meg Tokugavát, akinek birtokai kettejük között helyezkedtek el, így két tűz közé szorítva őt. Iejaszu azonban értesült erről a tervről, és titokban értesítette Date Maszamune és Mogami Josiaki daimjókat, szövetségeseit. Kifelé azonban úgy mutatta, mintha nem tudott volna a csapdáról, és előbb Ueszugi ellen indult, majd váratlanul fordult nyugatra, Isida ellen. Utóbbi ezalatt a Tokugavához hű tábornokok feleségeit akarta túszul ejteni. Egyikük, Hoszokava Tadaoki felesége, a keresztény hitre tért Hoszokava Grácia megölette magát egyik szolgájával, ami sokkolta az egész várost, így Isida csak jelképes létszámú őrséget hagyhatott hátra. Ennek következtében a többiek éjszaka megszöktek, és az esemény Isida sok támogatóját elbizonytalanította. Tokugava Iejaszu nyugat felé vonuló seregének az volt a célja, hogy a Tókaidó és Nakaszendó úton felvonulva legyőzzék Isidát és elfoglalják hátországát, Szavajamát, ezzel előidézve a nyugati hadsereg felbomlását.
A csatához közvetlenül vezető események 1600 májusában következtek be, amikor az aizui birtokaira vonult régenst, Ueszugi Kagekacut Tokugava felelősségre kívánta vonni katonai jellegű építkezéseiért. Ecsigo urát, Hori Hideharut figyelmeztették arra, hogy Ueszugi 80 000 munkást dolgoztat várépítésen, és olyan utakat épít, amik nagyméretű seregek mozgatására alkalmasak. Kagekacu helyett főtanácsadója, Naoe Kanecugu válaszolt gúnyosan, azt üzenve, hogy míg a városi szamurájok tealeveleket gyűjtöttek, a vidékiek fegyvereket. Aizu ura megpróbálta megölni Iejaszu egyik üzenetvivőjét is. Amikor utóbbi arra szólította fel, hogy jelenjen meg Oszakában, és magyarázza meg tetteit, nem érkezett válasz. Így Iejaszu július 12-én összehívta tábornokait, hogy megtervezzék az Aizu elleni hadjáratot. Július 22-én vazallusai elindultak Oszakából, hogy hazatérjenek birtokaikra összehívni seregeiket, majd egy kis csapat élén 24-én maga Iejaszu is elindult titokban Edóba. Július 25-én este a fusimi várban szállt meg, régi ismerősénél, Torii Mototadánál, aki Isida első célpontja volt. Utóbbi szintén összehívta a haditanácsát, és augusztus 17-én találkozott a fő összeesküvőkkel.

## Erőviszonyok

### Nyugati hadsereg
A nyugati szövetség tényleges vezetője Isida Micunari, Tojotomi taikó régi barátja volt, aki hozzá hasonlóan alacsony sorból származott, és a Fudzsivara családra próbálta visszavezetni eredetét. Nem rendelkezett sem Iejaszu befolyásával, sem vagyonával. Mivel civil volt, nem rendelkezett különösebb katonai képességekkel és oldalán nem harcoltak jelentősebb tábornokok. A névleges vezető Móri Terumoto volt, aki Isidánál nagyobb tekintélynek örvendett. A következő jelentős családok támogatták: Móri, Isida, Ukita, Csószokabe, Konisi, Szanada, Tojotomi és Simazu. A nyugati hadsereget támogatták kezdetben még a Kikkava, Kobajakava, Vakizaka és Ogava családok is, ők azonban a csata során átálltak Tokugava oldalára. Köztük volt a csata egyik eldöntője, Kobajakava Hideaki, Tojotomi Hidejosi egyik örökbefogadott fia, Móri Terumoto unokatestvére, akit Isida még a koreai hadjárat során alázott meg, ám most a kanpaku címét ígérte neki. Nevelőanyja, Hidejosi özvegye azonban meglepő módon a Tokugavához való csatlakozást javasolta neki.
| Parancsnok                  | Létszám   |
| --------------------------- | --------- |
| Ukita Hideie                | 17 000 fő |
| Kobajakava Hideaki (átállt) | 15 600 fő |
| Móri Hidemoto               | 15 000 fő |
| Csószokabe Moricsika        | 6600 fő   |
| Isida Micunari              | 4000 fő   |
| Konisi Jukinaga             | 4000 fő   |
| Kikkava Hiroie (átállt)     | 3000 fő   |
| Ogava Szuketada (átállt)    | 2100 fő   |
| Akaza Naojaszu (átállt)     | 600 fő    |
| Továbbiak                   | 15 490 fő |
| Összesen:                   | 81 900 fő |
| Átállt                      | 21 300 fő |

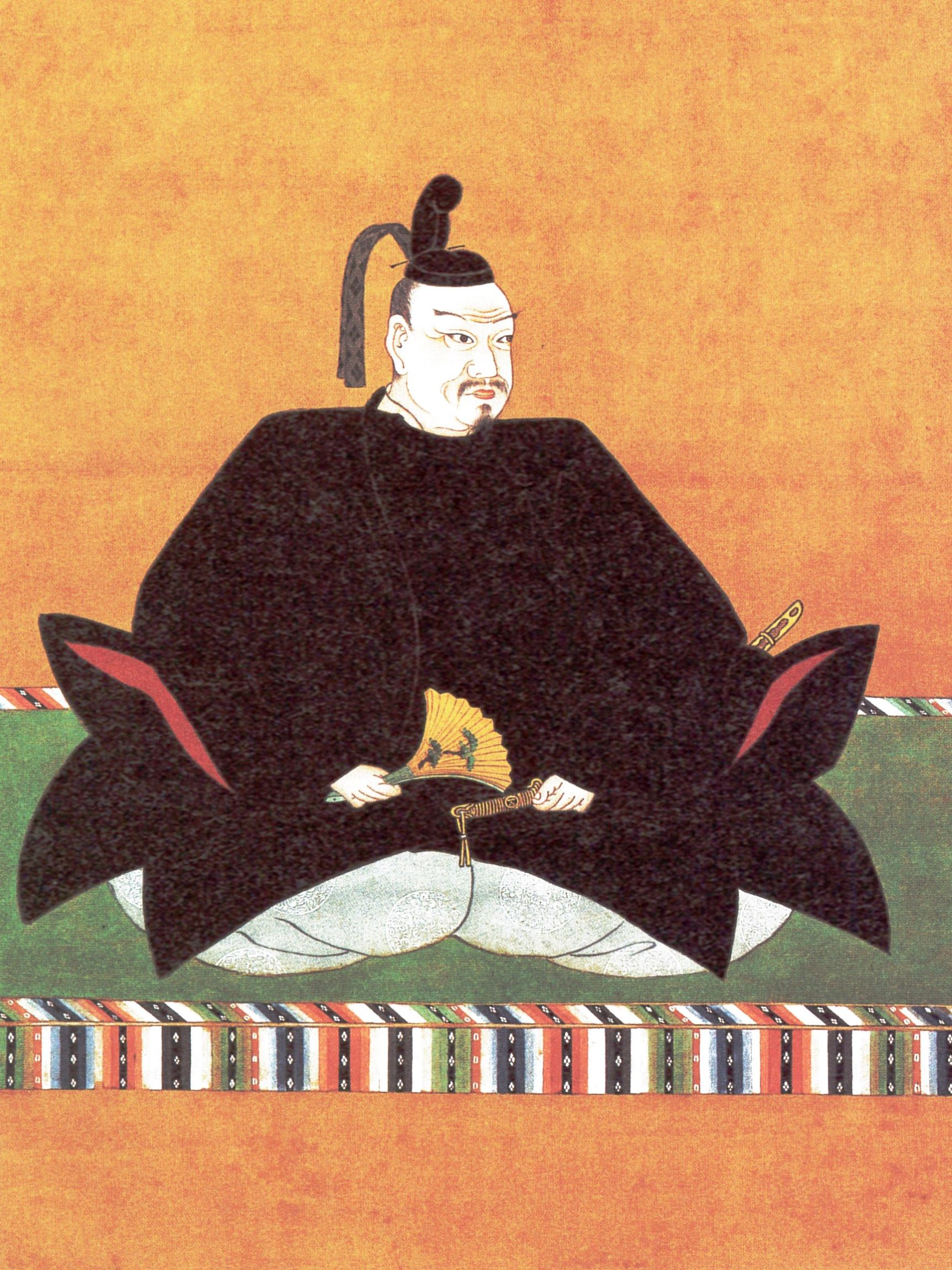
Móri Terumoto, a nyugati hadsereg névleges parancsnoka
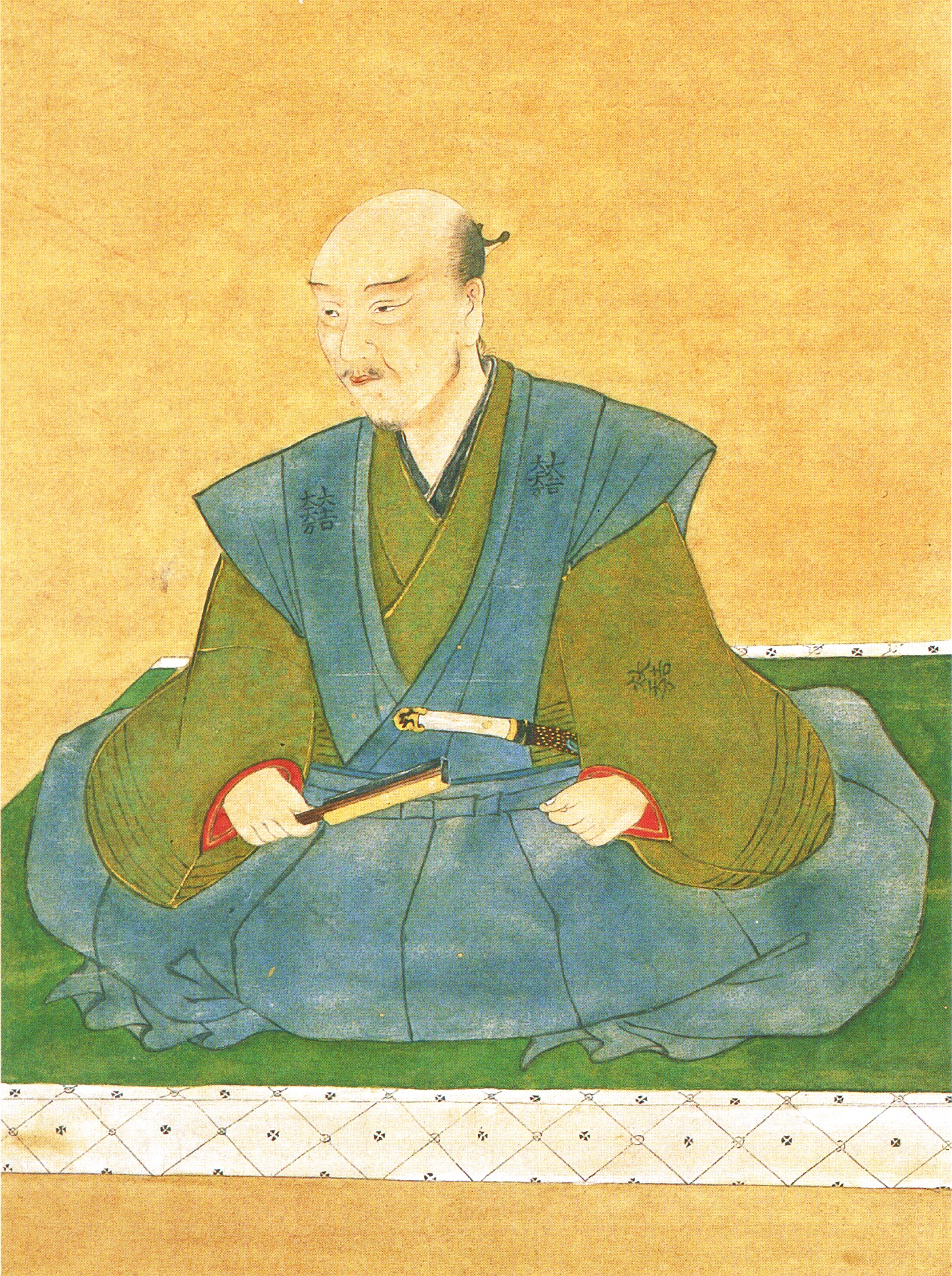
Isida Micunari, a nyugati hadsereg tényleges vezetője
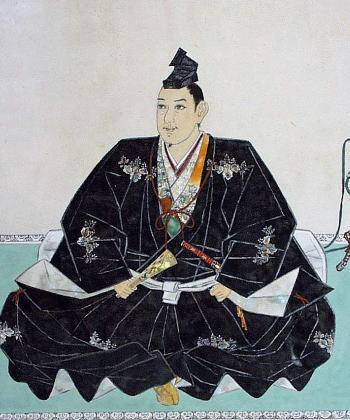
Ukita Hideie, a nyugati hadsereg alvezére
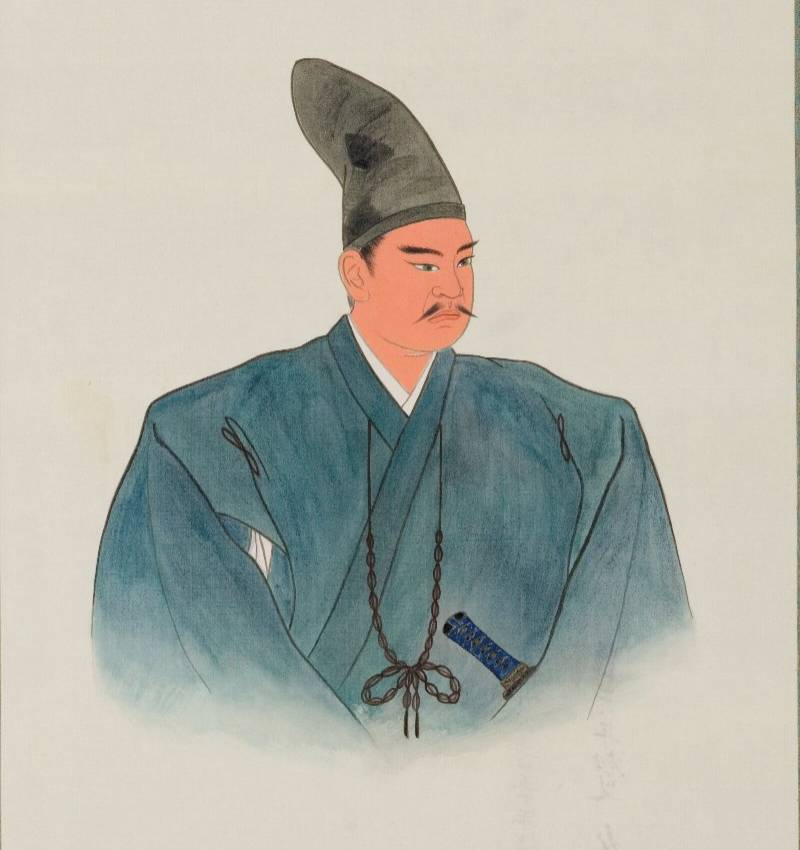
Ueszugi Kagekacu keleten harcolt Tokugava szövetségeseivel
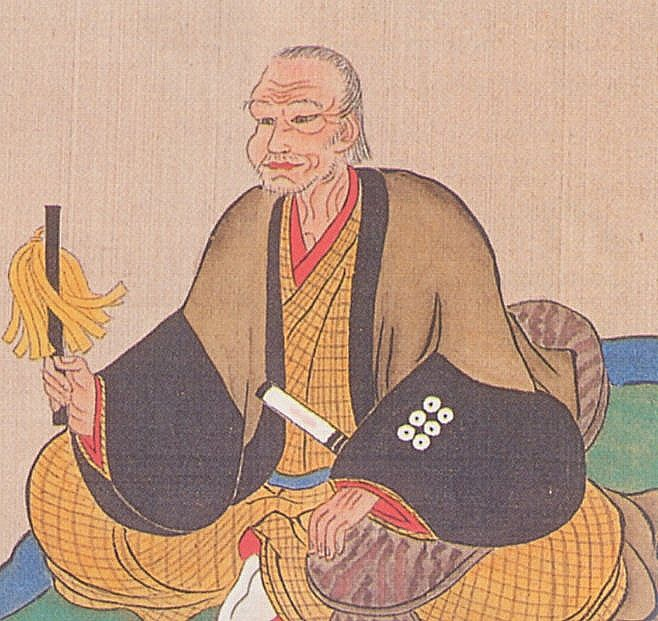
Szanada Maszajuki elég ideig késleltetett 30 000 Tokugava-katonát, hogy távol maradjanak a csatától
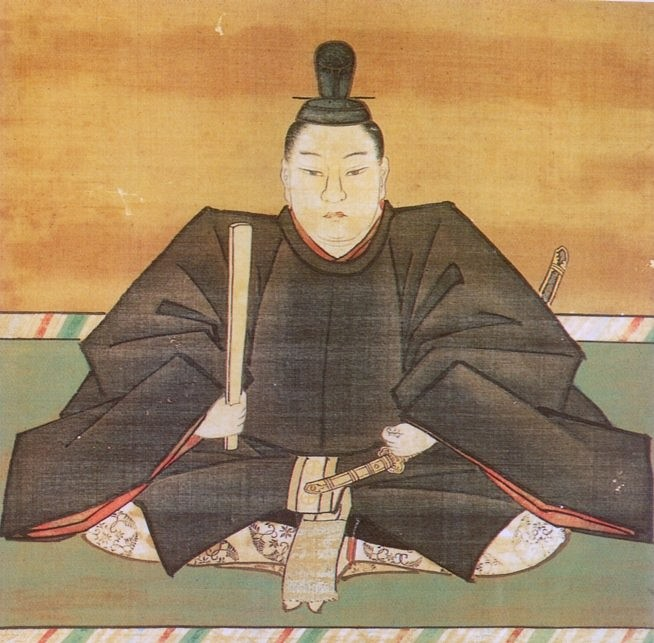
Simazu Josihiro

### Keleti hadsereg
A keleti szövetség vezetője Tokugava Iejaszu volt, aki a Minamoto családra tudta visszavezetni eredetét. Az ügyét jóval több elkötelezett tábornok támogatta, mint Isidáét. A következő jelentős családok támogatták: Tokugava, Hoszokava, Honda, Kjógoku, Ikeda, Fukusima, Jamanoucsi, Ii, Tódó, Hacsiszuka és Ikoma. Legjelentősebb tábornokai Kató Kijomasza, Kató Josiaki, Kuroda Nagamasza és Ii Naomasza voltak. Közülük Kató Kijomasza nem vett részt a döntő ütközetben, hanem Kjúsún harcolt Iejaszu ügyéért.
| Parancsnok         | Létszám   |
| ------------------ | --------- |
| Tokugava Iejaszu   | 30 000 fő |
| Aszano Jukinaga    | 6510 fő   |
| Fukusima Maszanori | 6000 fő   |
| Kuroda Nagamasza   | 5400 fő   |
| Hoszokava Tadaoki  | 5000 fő   |
| Ikeda Terumasza    | 4510 fő   |
| Ii Naomasza        | 3600 fő   |
| Macudaira Tadajosi | 3000 fő   |
| Továbbiak          | 25 268 fő |
| Összesen:          | 88 888 fő |

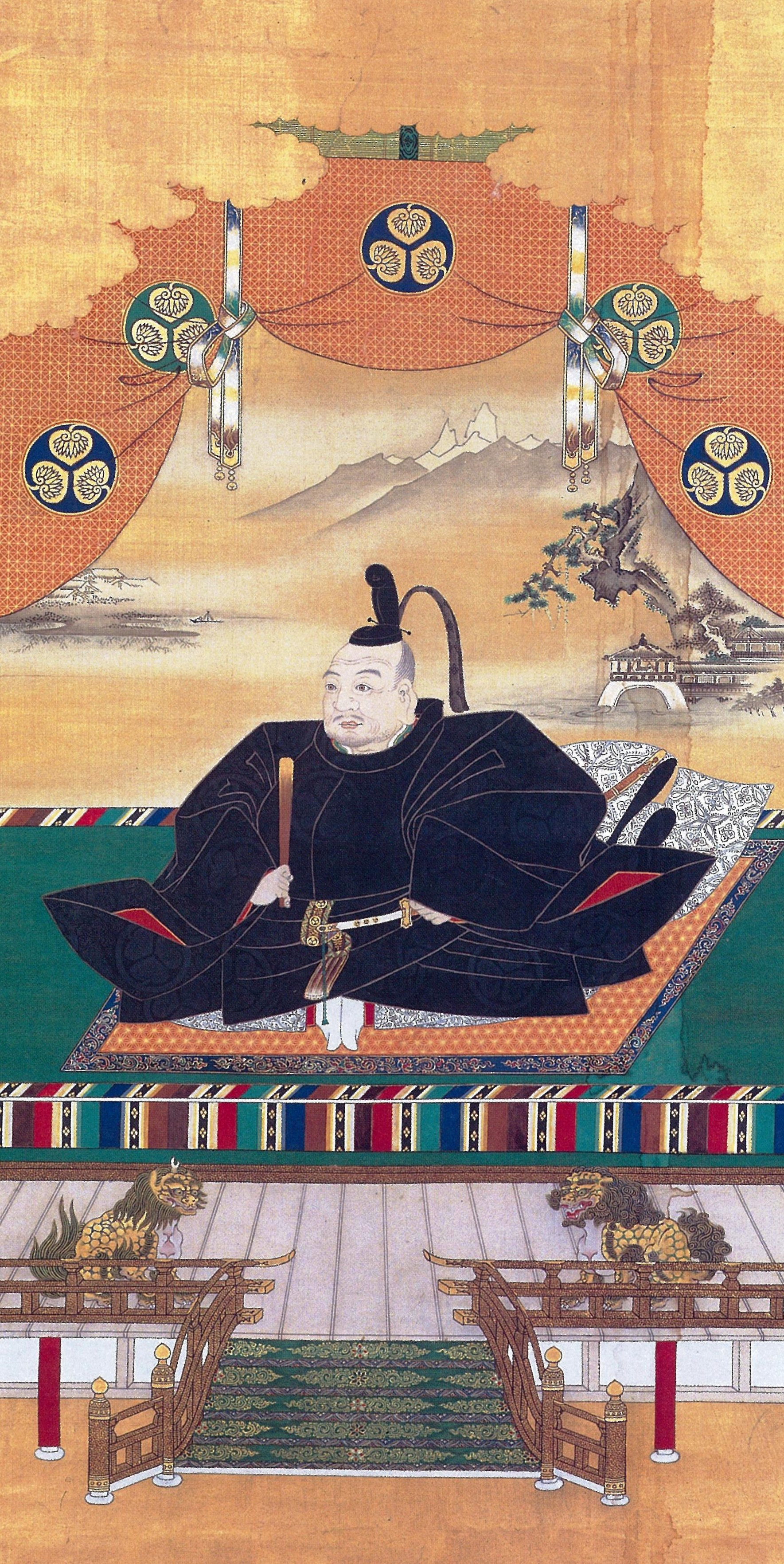
Tokugava Iejaszu sógunként
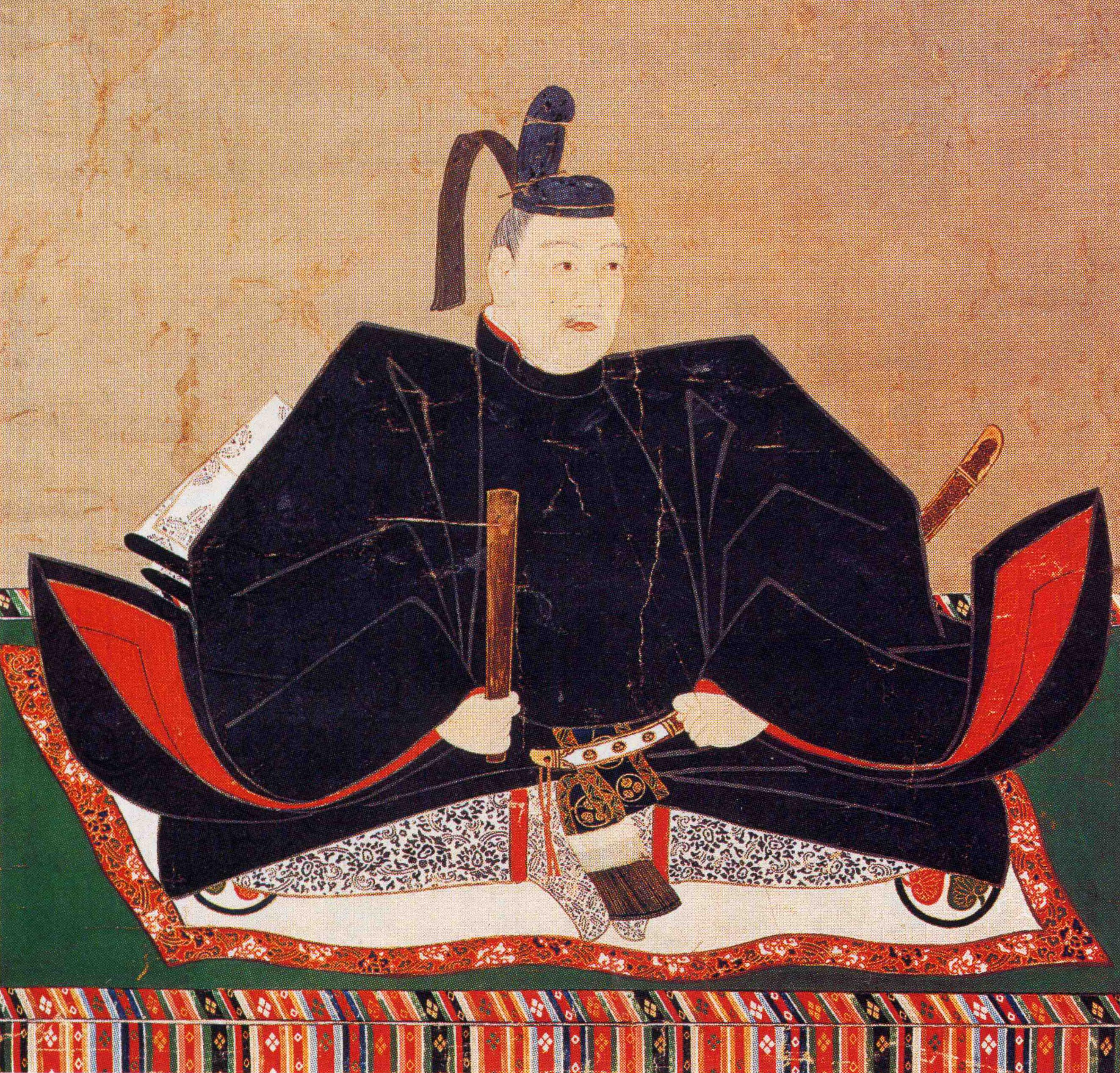
Tokugava Hidetada, Iejaszu fia és utódja, akinek távolmaradása majdnem a csata elvesztését jelentette
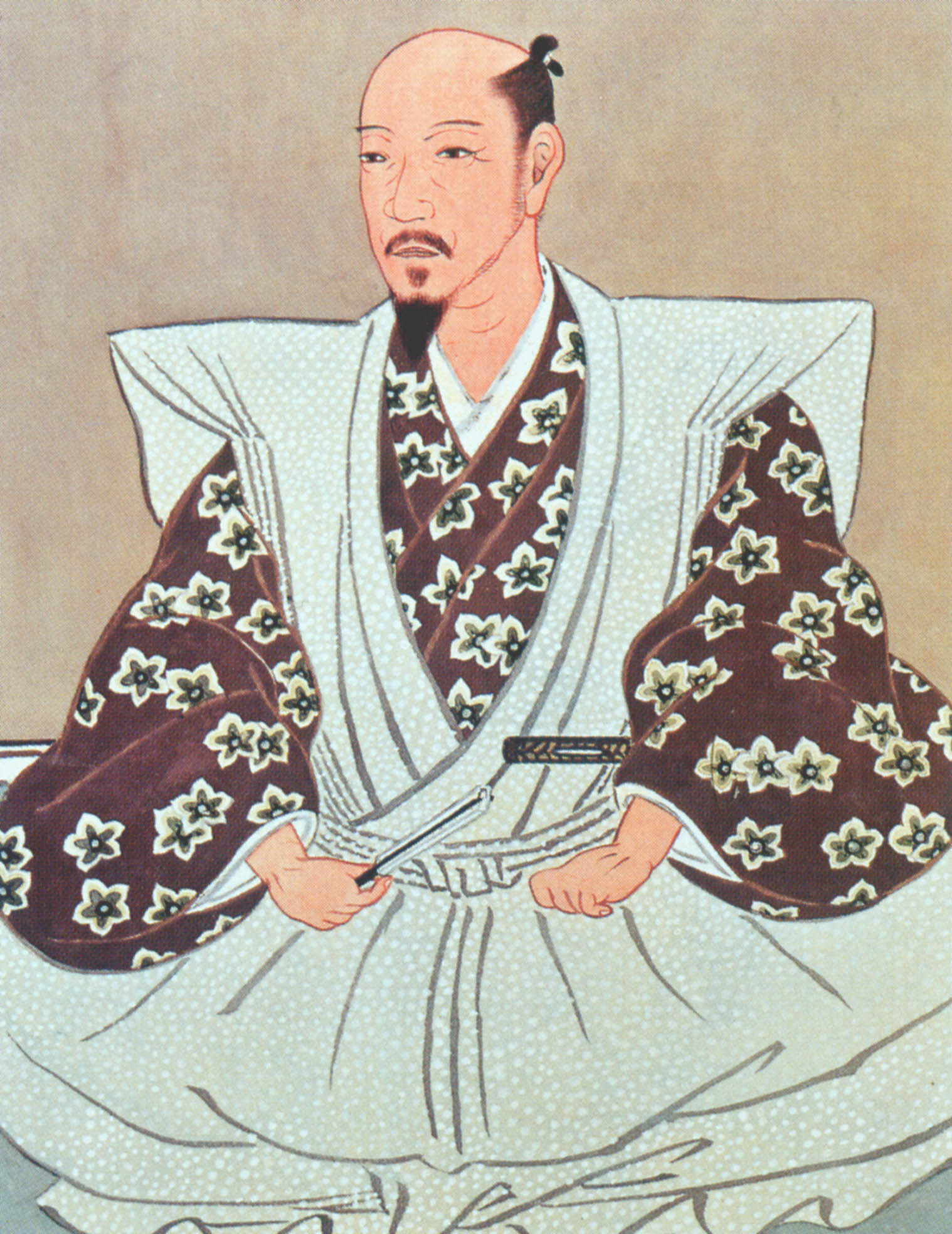
Kató Kijomasza nicsiren buddhista volt, ezért gyűlölte a katolikus Konisi Jukinagát és Isidát a koreai hadjárat alatt történt vitájuk miatt
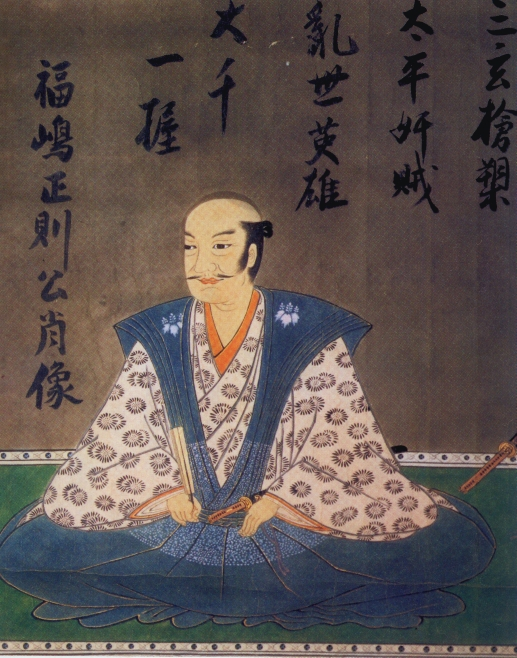
Fukusima Maszanori
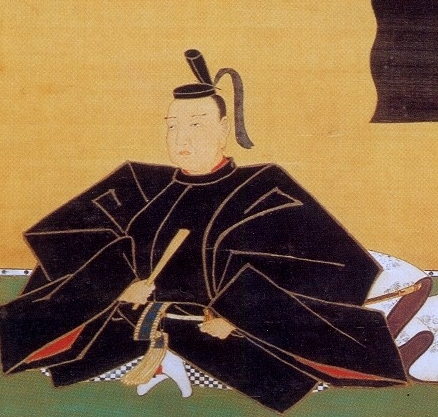
Hoszokava Tadaoki felesége, Grácia inkább öngyilkos lett, mint hogy túszként tartsa fogva Isida
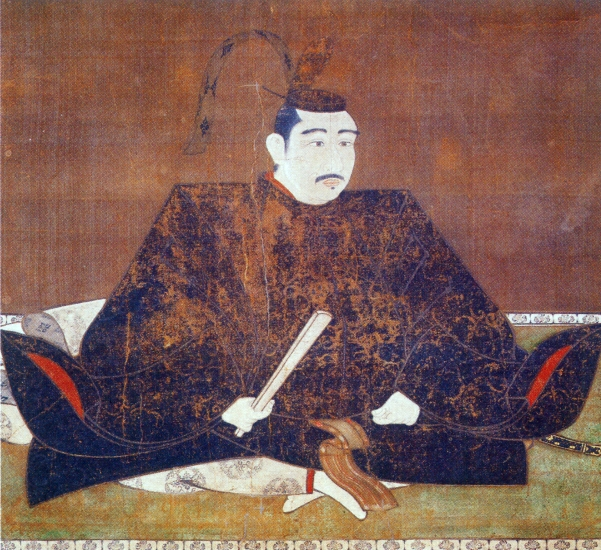
Ikeda Terumasza
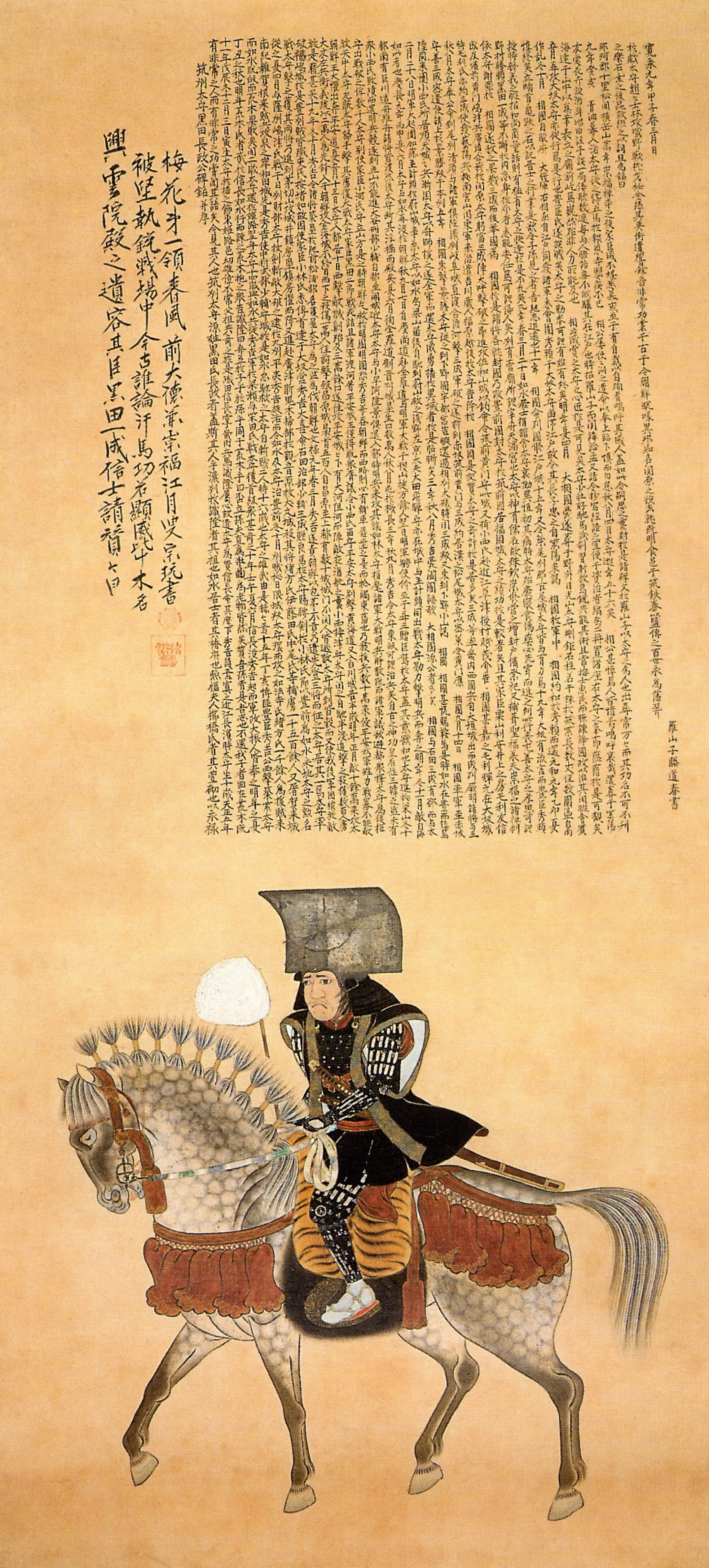
Kuroda Nagamasza a koreai hadjáratban különbözött össze Isidával
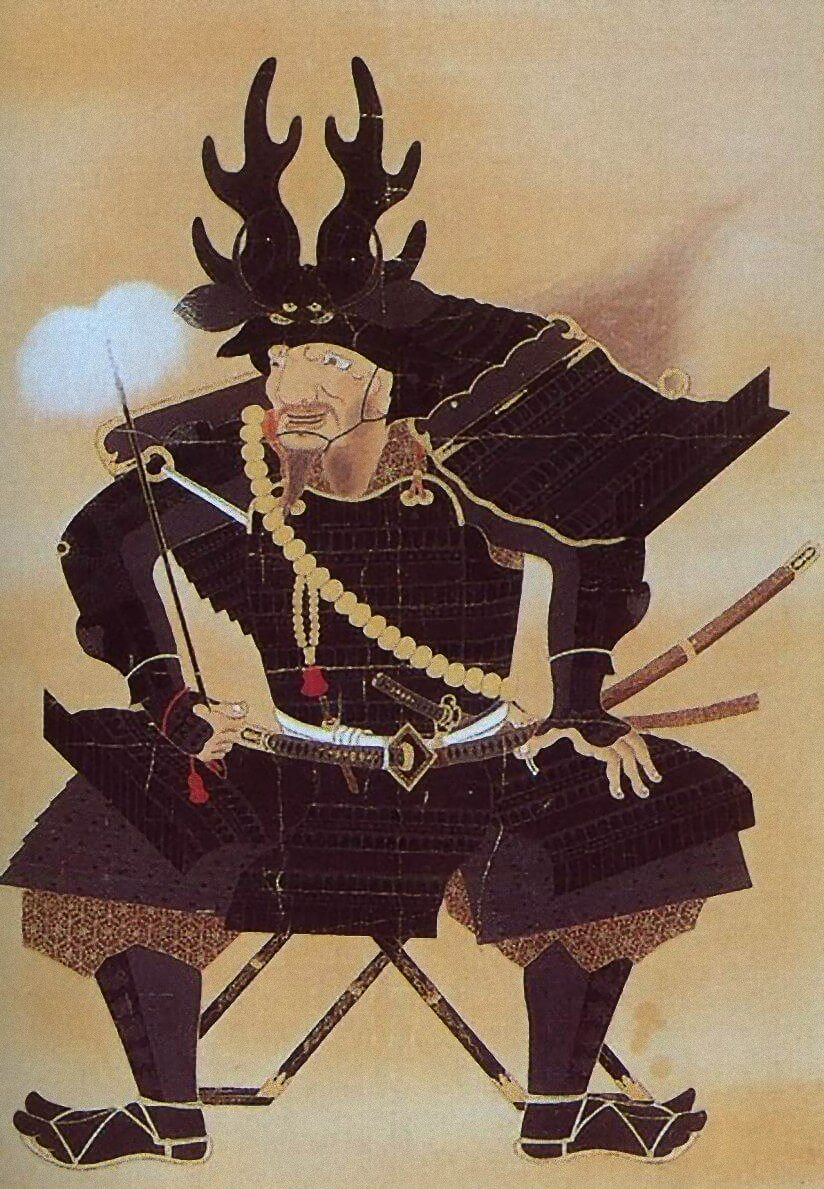
Honda Tadakacu
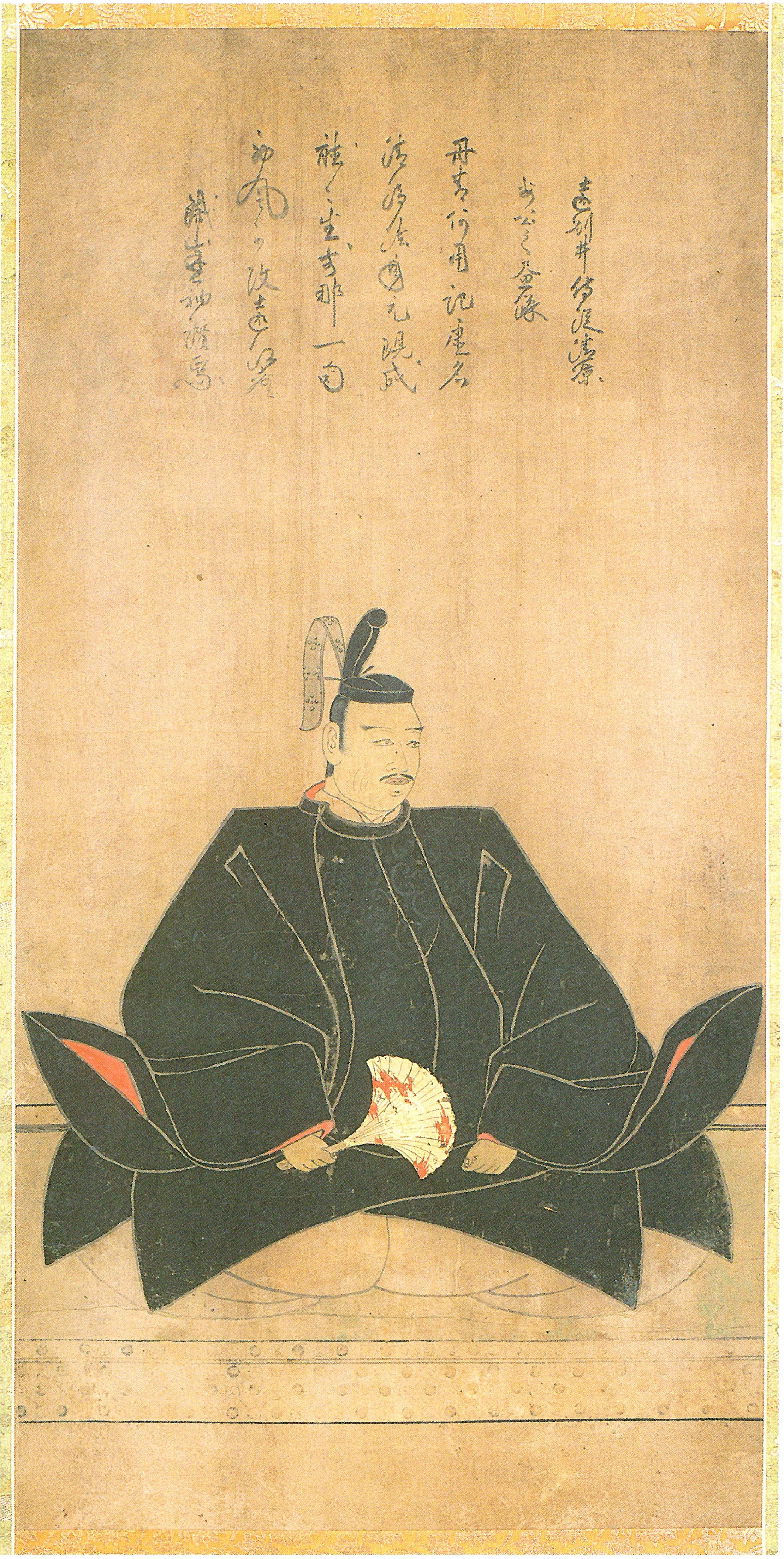
Ii Naomasza halálos sebet kapott a csatában
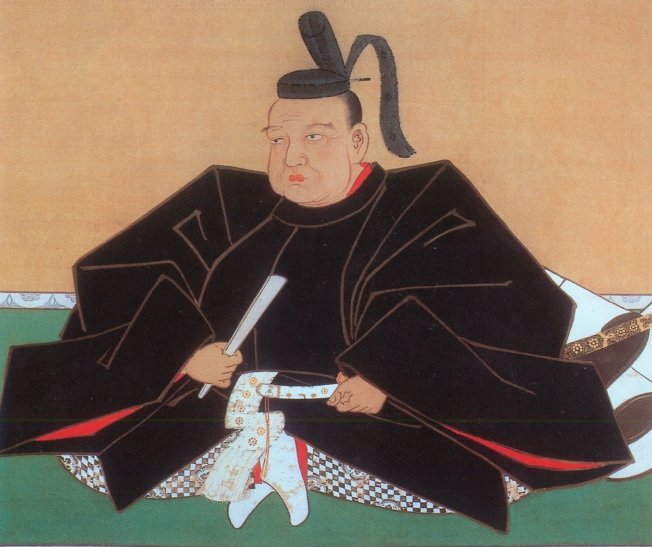
Date Maszamune lefoglalta Ueszugit, míg Iejaszu nyugaton legyőzte Isidát
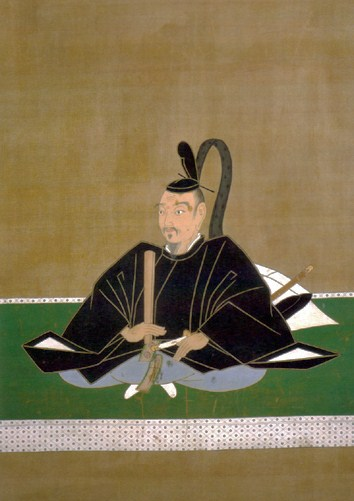
Torii Mototada értékes időt nyert Iejaszu számára Fusimi ostrománál, feláldozva saját életét

## Szekigaharai hadjárat

A hadjárat térképe

Tokugava Iejaszu szándékosan lassan haladt kelet felé, tudva Isida tervéről, és a harcot inkább két szövetségesére bízta. 40 napos utazás után, augusztus 10-én érkezett meg Edóba, de csak szeptember 1-jén indult meg Kagekacu területei felé 50 000 katonával, és Ójamába vette be magát. Eközben Kikkava Hiroie, unokatestvére, Móri Terumoto fővezér Oszakában hagyásán felbőszülve titokban üzenet Tokugava két tábornokának, hogy a Móri család 36 000 katonája nem fog harcolni ellenük a döntő ütközetben.

### A seregek mozgósítása

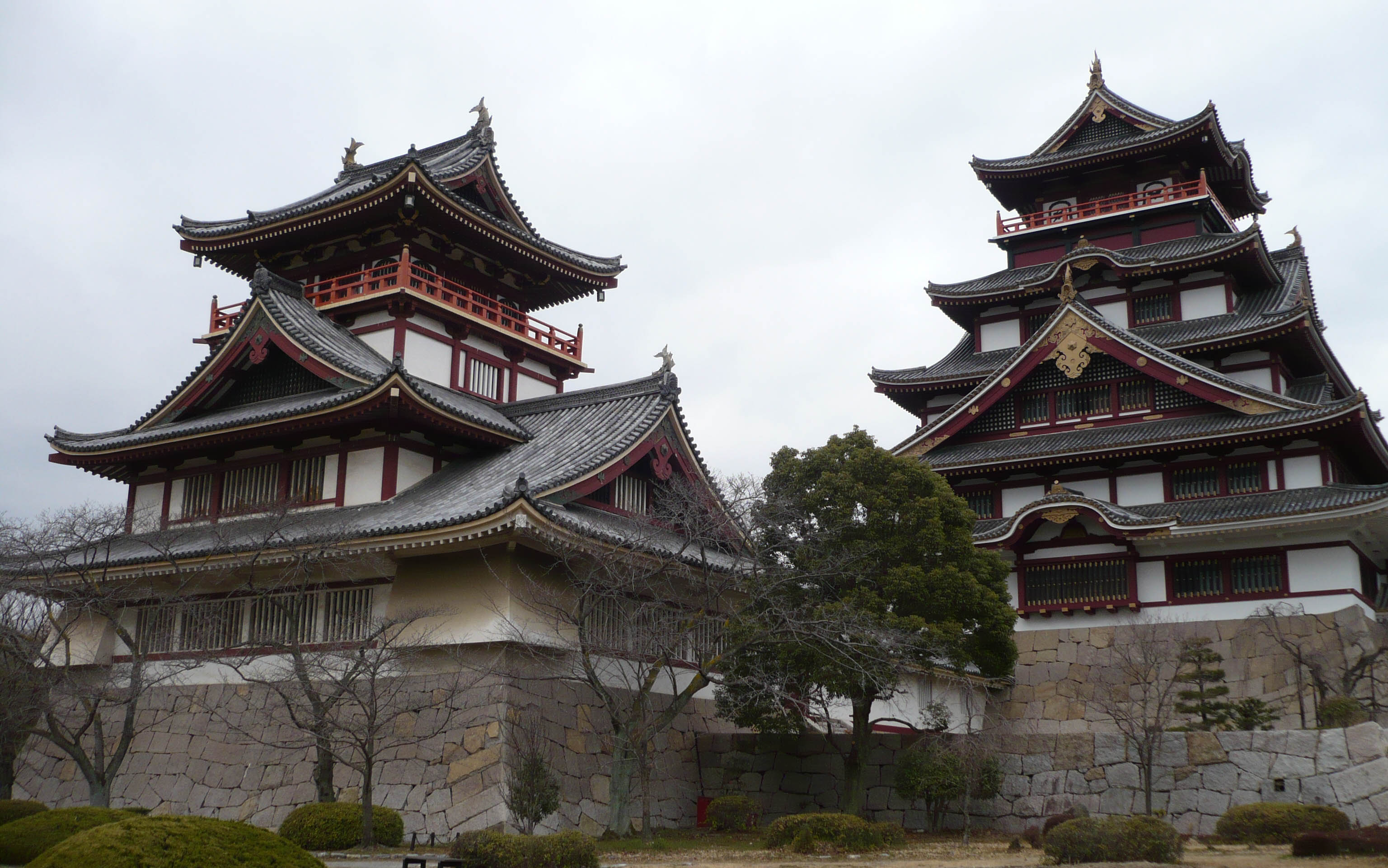
A fusimi vár

A nyugati hadsereg augusztus 27-én ostrom alá vette a fusimi várat, ami 10 napon keresztül, szeptember 6-ig tartotta magát. A parancsnok, Torii tudta, hogy minél több időt kell nyernie Iejaszu számára. Azonban egy áruló belülről felgyújtotta a várat, a tűzben elégett a védművek nagy része, és csak 200 védő volt már életben. Ők több sikeres kitörést hajtottak végre az ellenség ellen, de a végére már csak 10-en maradtak életben, akik közösen szeppukut követtek el. Isida 3000 katonát vesztett az ostromban. Ezután szövetségeseivel az ógaki várnál egyesülve készült a keleti támadásra. Iejaszu szeptember 10-én már ismét Edóban volt katonáival, a nyugati hadjáratot tervezve. A hadjárat kulcsa a fővárost és Edót összekötő két út birtoklása volt, amiket a gifui és a kijoszui vár ellenőrzött. Előbbit Isidához, utóbbit Tokugavához hű katonák birtokolták. Iejaszu először 16 000 katonát küldött a gifui várat ellenőrző Oda Hidenobu ellen, majd utánuk küldött egy 15 000 fős sereget is. További 36 000 katonát indított útnak fia, Tokugava Hidetada vezetésével az ország belsejében.
A 31 000 fős sereg szeptember 28-án támadta meg a gifui várat. A két sereg vezetője, Fukusima Maszanori és Ikeda Terumasza nem tudtak megegyezni, hogy melyikőjük támadjon először, és végül párbajjal akarták eldönteni a kérdést. Ehelyett az a megállapodás született, hogy míg Fukusima elölről támad, addig Ikeda hátulról. Másnapra elfoglalták az erődöt. Oda Hidenobut elfogták, és a hegyen lévő kolostorban helyezték őrizet alá. Iejaszu október 7-én elhagyta Edót 30 000 katonával, és nyugatra indult. A távolságot ezúttal két hét alatt tette meg.

### Ostromok
Hoszokava Júszai, Tokugava tábornokának, Tadaokinak az apja menye, Grácia halála után visszatért a Tanabéban lévő erősségébe, aminek 500 fős helyőrsége Iejaszu oldalára állt. Ueszugi 15 000 embere Isida zászlói alatt ostrom alá vette a várat. Bár a csata gyors győzelemnek ígérkezett, mégis két hónapos ostrom lett belőle. Ellenfelei ugyanis annyira tisztelték Júszait, hogy szándékosan hátráltatták az ostromot, például nem helyeztek lövedéket az ágyúba, mielőtt elsütötték azt. Júszai hatalmas műgyűjteményét a császárnak ajánlotta fel, hogy megóvja a pusztulástól. A császári követ könyörgött, hogy adja meg magát, és óvja meg az életét. Ez azonban csak a császár személyes utasítására történt meg október 19-én. Júszai Kiotóba vonult vissza. Az ostromban részt vevő katonák már nem értek időben oda a szekigaharai ütközethez.
Tokugava Hidetada 36 000 fős hadseregével eközben ostrom alá vette az uedai várat október 12-én, apja szigorú tiltása ellenére. A várat Iejaszu régi barátja, Szanada Maszajuki védte, akinek egyik fia Isida, a másik Tokugava oldalán harcolt. Négy napig fel tudta tartani a létszámfölényben lévő keleti katonákat. Október 16-án Hidetada végül úgy döntött, hogy visszatér az eredeti tervhez, és az ostromot beszüntetve nyugatra indult. A kitérő miatt ő is késve érkezett meg a csata helyszínére.
A harmadik jelentős ostrom szintén a lojalisták nevéhez fűződik, akik a Biva-tó déli részén lévő ócui várat akarták elfoglalni. A 3000 fős helyőrséget Kjógoku Takacugu vezette, a 15 000 fős ostromsereget pedig Móri Motojaszu. Október 13-án kezdődött meg az ostrom a tóból táplált vizesárkok által körülvett vár ellen. Az ostrom a szomszédos Kiotó lakóinak is látványosságként szolgált. Az ostrom hatodik napján Kjógoku egy nindzsát küldött az ostromlók táborába, hogy onnan csapatzászlókat lopjon el. Az akció sikerrel járt, és a belső vár falán másnap reggel már ott álltak kitűzve a lobogók, ami nagy szégyennek számított. Kjógoku azonban elszámította magát, ugyanis Móri egyik szövetségese, Tacsibana Munesige azt hitte, hogy elfoglalták a vár egy részét, és szeretett volna ő is részesülni a dicsőségből. A megalázott Mórik szintén kétszeres erőfeszítéssel indultak rohamra, ami a következő napon sikerrel járt. A győzelem azonban újabb 15 000 lojalista katonát tartott távol a következő napon lefolyó döntő ütközettől.

### A csata előtt
Isida szövetségesei lassan érkeztek meg a kijelölt helyre. Tokugava gyors reakciója még magát Isidát is meglepte, aki igyekezett minél több embert maga köré gyűjteni, attól való félelmében, hogy az elkövetkező csatában a keletiek lesznek előnyben. Üzenetet küldött Móri Terumotónak, hogy azonnal induljon meg Oszaka felé, azonban a küldöncöt az ellenség elfogta, így elindulására csak a második üzenet után került sor. Kobajakava eközben titokban üzent Tokugavának, azzal az üzenettel, hogy ha eljön az összecsapás ideje, őt fogja támogatni. Október 17-én, három nappal az üzenet megkapása után Iejaszu megérkezett a hozzá hű Kijoszuba, majd két nap múlva az elfoglalt Gifuba. Ellenőrzése alatt volt a két nyugati főútvonal, így az Ógakiban gyülekező ellenséget kikerülve egyenesen Kiotóba vagy Szavajamába mehetett, elszigetelve Isidát.
Október 20-án délben érkezett meg Akaszakába, egy Ógaki mellett lévő kis faluba, ahol serege másik fele korábban már letáborozott. Nyugatra tőle a Nangú-hegy és Szekigahara volt. Isida tábornokait megosztotta a lépés: egyesek attól féltek, hogy azonnal megtámadják őket, míg a többiek úgy látták, hogy egyelőre nem várható támadás. Sima Szakon és más vazallusai rábeszélték Isidát, hogy küldjön ki egy kisebb csapatot rajtaütést végrehajtani, így felmérve az ellenséges pozíciókat. 500 katona Sima, 800 Akasi Maszataka parancsnoksága alatt indult támadásra. Az összecsapásban megsemmisült a falu melletti folyó hídja. A harcot Iejaszu a tetőről nézte végig, ebédje elfogyasztása után.
Isida tudta, hogy a főútvonalakat ellenőrző keletiek elvághatják a hátországától, ezért gyorsan kellett stratégiát választania. Simazu Josihiro váratlan éjszakai támadást javasolt a kimerült keleti erők ellen, amit Isida helyettese, Ukita Hideie is támogatott. Sima Szakon, Isida stratégája azonban ellenezte, mivel a nyugatiak létszámfölényben voltak. Az elutasítás miatt az idős Simazu megsértődött. Isidának ehelyett más ötlete támadt: Kobajakava erői nem sokkal ezelőtt érkeztek meg egy völgybe, az ott található Szekigahara nevű falu mellé, ami közvetlenül a Nakaszendó út mellett volt, így Iejaszu nem tudta volna kikerülni őt. Este hétkor kiadta az utasítást a visszavonulásra, és csak 7500 katonát hagyott hátra Ógaki várában.

## A csata

### Csatarend

A két szemben álló sereg a szekigaharai csata kezdetén. A piros a keleti, a kék a nyugati katonákat, a sárga pedig az átállókat jelöli

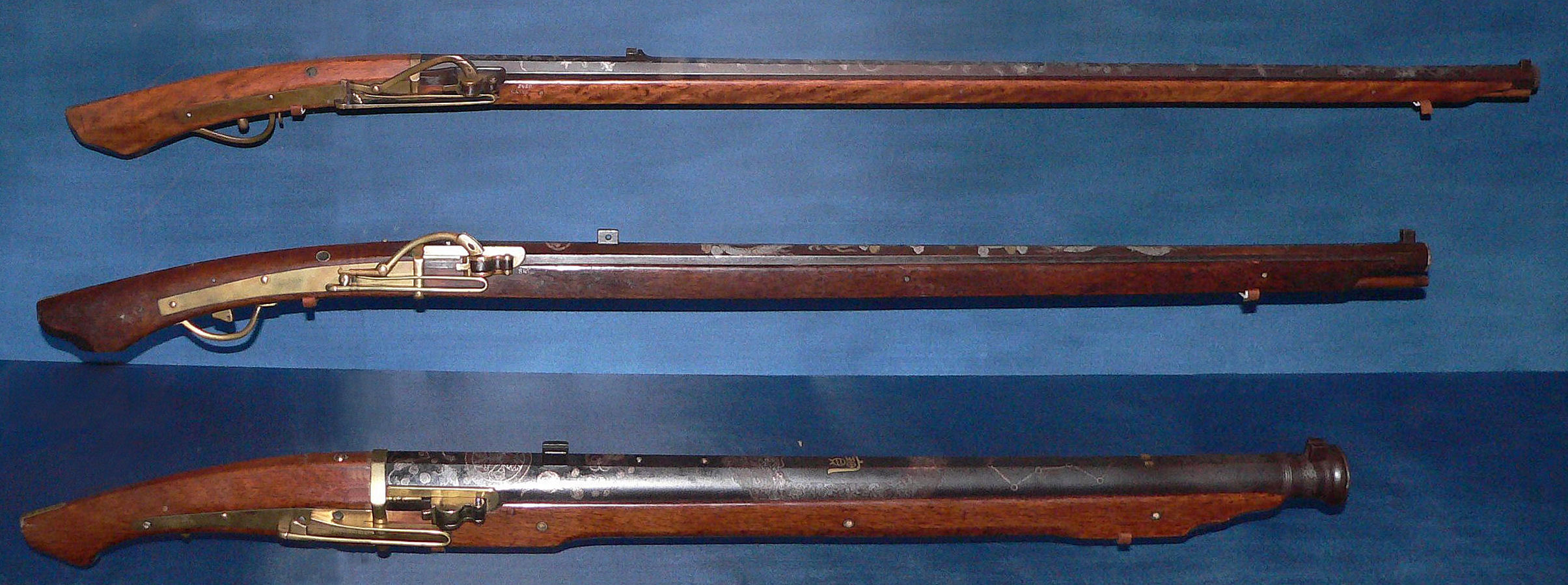
A korszak muskétái

Az ütközet helyszínéül kiválasztott völgyet öt hegy (Szaszao, Tengú, Macuo, Nangú, Momokubari) határolta. Macuót Kobajakava seregei szállták meg. Hajnali egykor, amikor Isida a nyugati hadsereggel megérkezett, meglátogatta őt, és gratulált az elfoglalt pozíciójához, majd megígértette vele, hogy jelére oldalba támadja a keleti hadsereget. Isida a vele szemben lévő Szaszaón állította fel főparancsnokságát, maga alá 6000 embert rendelve, valamint itt állította fel a Simazuk és Tojotomik seregét is, majd elrendelte egy árok ásását és két fasánc felállítását is. A két hegy között lévő Tengút Ótani Josicugu, Konisi Jukinaga és az utolsónak érkező Ukita Hideie 15 700 katonája foglalta el. A Mórik és Csószokabék serege Szekigaharától délkeletre, a Nangú hegyen foglalt állást. Összesen mintegy 90 000 katonát tudtak összegyűjteni, akiket a völgy három oldalán állítottak fel, azzal a tervvel, hogy Tokugavát odacsalják, majd bekerítik. Aznap éjszaka esett, így a nagy sár megnehezítette a seregek mozgását, az eső elállta után pedig köd ereszkedett le. A nyugati hadsereg a nehézségek ellenére fél ötre felfejlődött, a katonák pedig aludni mentek.
Tokugava Iejaszu nem sokkal éjfél előtt kapott jelentést a nyugati sereg mozgásáról. Utasítást adott a felkészülésre, evett, és hajnali két óra körül a saját katonái is megindultak nyugatra, Fukusima seregével az élen. Mivel közvetlenebb utat választott Isidánál, a két sereg szinte egyszerre érkezett a harcmezőre. Iejaszu a völgytől délre, a Momokubarin állította fel főhadiszállását, és 30 000 katonát rendelt a közvetlen parancsnoksága alá, arra az esetre, ha a Mórik a szavukat megszegve mégis megpróbálnának a sereg hátába kerülni. Hajnali négykor a sűrű ködben Fukusima emberei összetalálkoztak Ukitáéival, de rövid harc után visszavonultak a köd védelmébe. A többi egységet a Szaszao-hegy és az északnyugatra vezető Hokkoku mellékút között, Isida sáncával szemben állítottak fel. A köd felszálltáig ők is pihenni tértek. A keleti hadsereg mintegy 85 000 katonája állt csatarendbe, így a szemben álló seregek összlétszáma meghaladta a 160 000-et.

### Első órák

A csata első óráinak hadmozdulatai

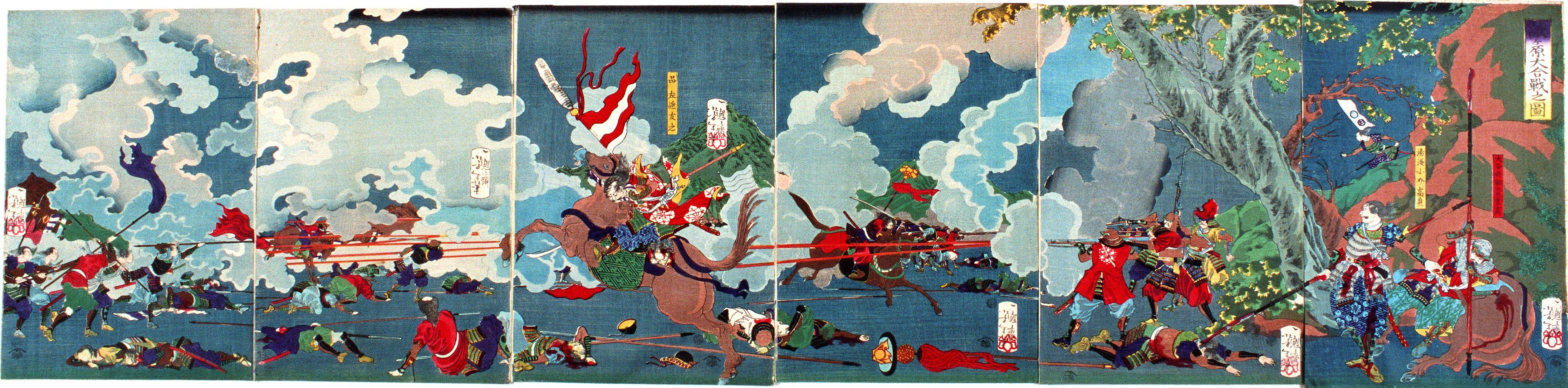
A csata egy későbbi ábrázolása

A köd 8 órakor hirtelen eloszlott, így a két sereg megpillanthatta egymást. A távolság néhol mindössze pár percnyi futás volt, ami meglepte mindkét oldalt. Nem tudni ki adott először parancsot a támadásra, az azonban bizonyos, hogy Ii Naomasza vörös páncélzatot viselő lovasai indultak meg először Ukita állásai felé. Ii a 20 éves Macudaira Tadajosinak, Iejaszu negyedik fiának kísérője volt. Ez azonban visszatetszést keltett Fukusima katonáiban, akik korábban megkapták a vezető sereggé kinevezés dicsőségét, vagyis nekik kellett a támadás élén lenniük. A döntést régi, tábornokok közti viszálykodás vagy az okozhatta, hogy míg ő hűséges Tokugava-vazallus volt, addig Fukusima korábban a Tojotomi család, vagyis a mostani ellenség embere volt. Bár Ii azt kiáltotta vissza Fukusima kapitányának, hogy csak megszemléli az ellenséget, utóbbi nem tehetett mást, mint hogy csatlakozik a támadáshoz. Ii katonáinak első rohama olyan sikeres volt, hogy rövid időre még a Simazuk seregét is elérték. A két fővezér felismerte, hogy korábbi terveik helyett rögtönözniük kell, hiszen nem volt idő új stratégiákat kidolgozni.
Fukusima muskétásai eközben tüzelni kezdtek Ukita embereire, komoly veszteségeket okozva, miközben Kjógoku, Tódó és Terazava serege azonnal megindult Ótani állása felé. Iejaszu közelebb mozgatta a főhadiszállását a csatatérhez, alig másfél kilométerre Isidáétól, mialatt 20 000 embere megtámadta utóbbi katonáit. Véres közelharc bontakozott ki, mivel több keleti tábornok személyesen akart végezni Isidával, mint például Kuroda Nagamasza, aki még Koreában különbözött össze vele. Tokugava muskétásai Isida csapatait is tűz alá vették: Togava és Ikoma katonái oldalról tüzeltek, súlyos veszteségeket okozva. Sima Szakont, az akaszakai rajtaütés vezetőjét puskagolyó találta el, és vissza kellett vonulnia. Később belehalt a sérülésbe. Isida azonban nem vonult vissza, ehelyett öt ágyúval tűz alá vette a támadókat. Mivel Japánban csak az ostromok során használtak ágyúkat, ennek inkább csak lélektani jelentősége volt, ám a terv bevált, és a támadók visszavonultak. Ezután Isida küldött egy nagyobb sereget Tanaka Josimasza megtámadására, de a visszavonult Tokugava-erők újraszerveződtek, és két oldalról támadva visszakergették őket.
A főseregtől keletre elhelyezett Aszano Jukinaga, a csata kezdetét látva, támadást indított a Nanbú hegyen lévő Nacuka Maszaie jóval kisebb serege ellen. A Mórik Kikkava Hiroie parancsára vártak, ő azonban nem mozdult, így a mögöttük felállított Csószokabe-katonák sem tudtak támadni. A csatatér eközben egyre kaotikusabbá vált: Ótani Kjógokuval és Tódóval harcolt, míg Fukusima és Ukita csapatai előre-hátra mozogva csaptak össze. Eközben mindkét fél muskétákkal lőtte a másikat.

### Az ütközet folytatása

A csata állása 11 órakor

10-kor, mikor már két órája tartott az ütközet, Iejaszu megint közelebb mozgatta a főhadiszállását, most már kevesebb mint egy kilométerre Isidáétól. A nyugati hadseregből eddig mindössze 35 000-en harcoltak: Kobajakava Hideaki tanácstalanul várakozott, a Mórik és a Simazuk nem mozdultak. Utóbbiak akkor sem, amikor Ii támadása fenyegette őket vagy a keleti sereg katonái majdnem elérték Isida állásait. Először üzenetet küldött, azonban a futár megsértette a daimjót azzal, hogy nem szállt le a lóról, mikor átadta azt. Isida végül maga ült lóra, átlovagolt és személyesen követelte Simazu Josihirótól a csatában való részvételt, ő azonban azt közölte, hogy minden egység a saját belátása szerint folytatja a harcát. A döntésben szerepet játszhatott az Ógakiban pár órája történt megbeszélés, ahol Isida burkoltan gyávának nevezte a másikat. A főhadiszállásra visszatérve látta, hogy a nyugatiak Ukita vezetése alatt újraszerveződtek, és lassan visszaszorították a Tokugava csapatokat. Az ellentámadás túl jól sikerült, ugyanis majdnem annyira visszaszorult az ellenség, hogy Hideaki nem tudta volna megfelelően oldalba támadni őket. Konisi eközben folyamatosan visszavonult. 11 órára teljes káosz volt a csatatéren.
Isida úgy ítélte meg, hogy eljött a megfelelő idő Hideaki 15 000 fős seregének a bevetésére, és meggyújtotta a támadási jelként megbeszélt tüzet. Ő azonban nem mozdult, ami megdöbbentette Isidát. Tudtán kívül a Mórik is erre szánták el magukat. A Nangú hegyen felállított katonák is látták a jelet. Ankokudzsi Ekei és Nacuka Maszaie üzentek Kikkavának, hogy indítsák meg a megbeszéltek szerint a támadást, ő azonban azt üzente vissza, hogy éppen ebédel és hagyják békén, így kénytelenek voltak ők is várni. Ótani és Konisi is üzentet küldtek Hideakinak, támadásra sürgetve őt, de nem érkezett válasz. Iejaszu a túloldalon azt látta, hogy bár nem támadják meg Hideaki katonái, a nyugati sereg felé sem indultak meg. Kuroda Nagamasza egyik emberét küldte el Hideakihoz, aki megragadta annak tanácsadóját, és a kardját a hasához nyomta, megfenyegetve őt, hogy ha nem támadják meg Isidát az ígéretüknek megfelelően, megöli.

### Hideaki átállása

A csatatér Hideaki átállása után

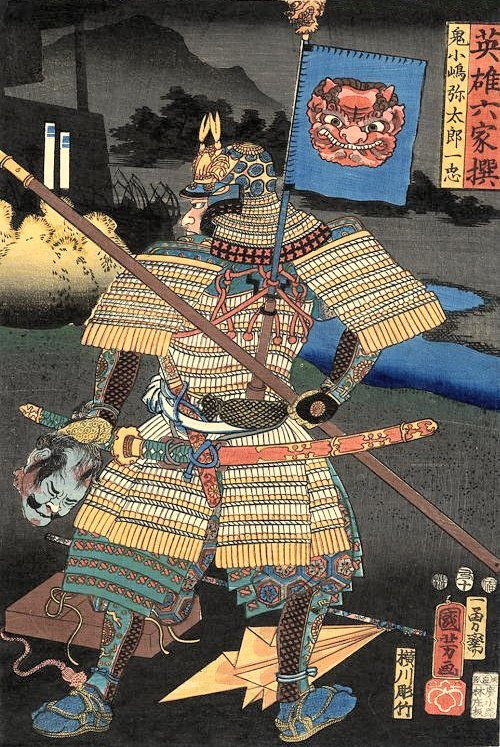
Szamuráj egy ellenség levágott fejével. A csaták után levágták és összeszámolták a halott ellenségek fejét, és az előkelőbbeket pedig bemutatták a parancsnoknak

Több forrás szerint miközben Iejaszu Hideaki táborát figyelte és várta a döntését, idegesen rágta a körmeit. Egy veszélyes döntésre szánta el magát: utasította katonáit, hogy nyissanak tüzet Hideaki állásaira, a háta mögé célozva. A terv sikerrel járt, ugyanis Hideaki, felocsúdva a tétlenségből, támadást vezényelt Ótani serege ellen. A leprától szenvedő nyugati parancsnok abban a pillanatban felkészült az árulásra, amikor Hideaki megtagadta a parancsot, és most katonáinak felét küldte, hogy szembeszálljanak az új fenyegetéssel. Őket azonban már megtámadták a keleti erők, és a hátrányban lévő csapat parancsnokait egyesével vágták le a harcban. Hideakit követve átállt még Vakizaka Jaszuharu, Kucsiki Motocuna, Ogava Szuketada és Akaza Naojaszu is. Ótani látva, hogy a csata elveszett és tudva, hogy az ő állapotában nem tud visszavonulni, utasította egyik szamuráját, hogy segédkezzen a szeppukujában, majd a levágott fejét rejtse el az ellenség elől. A szamuráj eleget tett a kérésnek (a fejet nem találták meg a csata után), majd ő maga is öngyilkos lett. A maradék katonáin keresztülvágva magukat Hideaki emberei hátba támadták Konisit és Ukitát, akik nem készültek fel egy esetleges árulásra.
Az árulásnak hamar híre ment a nyugati seregben, és az addig kitartóan harcoló sereg kezdett összeomlani. Ukita személyesen akarta Hideaki fejét venni, azonban tisztjei visszatartották, és biztonságba kísérték a hátvédnél. Ezután Konisival együtt elmenekültek az Ibuki-hegyen keresztül. Eközben a Simazu sereget is elérte a harc: Ii katonái támadták meg őket és a harcban elesett Josihiro unokaöccse, Simazu Tojohisza is. Josihiro 80 fős kísérettel megpróbált visszavonulni, azonban Ii ezt nem hagyta, és ismét megtámadta. Azonban nem tudta megsemmisíteni őket, ugyanis egy Simazu muskétás golyója eltalálta és megsebesítette. A parancsnokok díszes páncélzatuk miatt jó célpontjai voltak az ellenséges lövészeknek. A maradék Simazu sereg elmenekült. Ii Naomasza 18 hónap múlva halt meg a sebe miatt.
A Mórik a csata végéig mozdulatlanok maradtak Kikkava taktikázásnak köszönhetően. Bár Ankokudzsi és Csószokabe támadni akart, az útjukban lévő Móri sereg, illetve önmagukban túl kicsi létszámuk miatt mégsem indultak meg. A visszavonuló Simazuk belebotlottak a várakozó Csószokabe seregbe, akik először ellenséges támadást sejtettek. A helyzet tisztázódása után közölték velük, hogy a csata elveszett, és ennek híre gyorsan szétterjedt az egész itt állomásozó haderőben, így elkezdtek szétszóródni. Isida látta, hogy a csata végleg elveszett és legjobb parancsnokai vagy halottak vagy elmenekültek, így délután maga is a visszavonulás mellett döntött. Vazallusaival körülvéve északnyugat felé vonult, és nem sokkal később a maradék nyugati sereg nagy része is követte.

### A csata vége
A harcok délután 2-kor véget értek a nyugati sereg maradékának menekülésével. Iejaszu ezután a táborában fogadta parancsnokait és tanácsadóit. Elsőként Kuroda Nagamasza érkezett meg, akinek egy értékes kardot adományozott. Őt követte Honda Tadakacu és Fukusima Maszanori, majd fia, Tadajosi érkezésével együtt behozták a sérült Ii Naomaszát, akinek a sebeit személyesen Iejaszu látta el. Ezt követően érkezett meg Kobajakava Hideaki, aki térdre vette magát, és bocsánatot kért a Fusimi ostromában való szerepéért, majd azt kérte, hogy hadd tegye jóvá ezt, személyesen vezetve az ostromot Isida szavajamai vára ellen, amit Iejaszu engedélyezett. Ezután megszemlélték a levágott ellenséges előkelők fejeit, illetve összeszámolták az összes levágott fejet. Ekkor érkezett meg Iejaszu harmadszülött fia, Hidetada, akit apja először nem akart fogadni. Késlekedése feldühítette Iejaszut, aki majdnem emiatt veszítette el a csatát. Este aztán megenyhült, és fogadta őt, ám sok időnek kellett eltelnie, hogy megbocsásson neki. Becslések szerint míg Tokugava körülbelül 3000 katonát veszített, addig a nyugati hadsereg vesztesége 20 000–35 270 fő közé tehető.

## Következmények

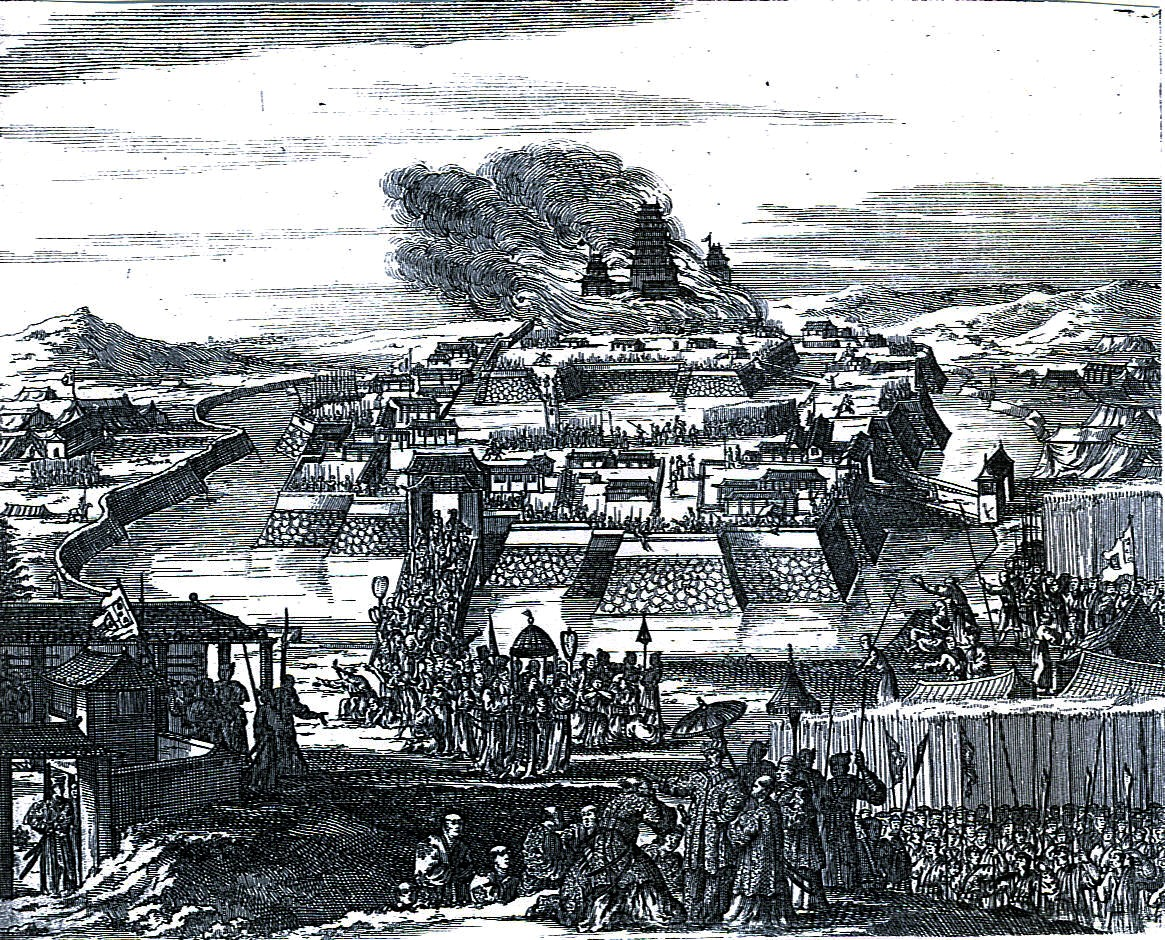
Oszaka ostroma európai ábrázoláson

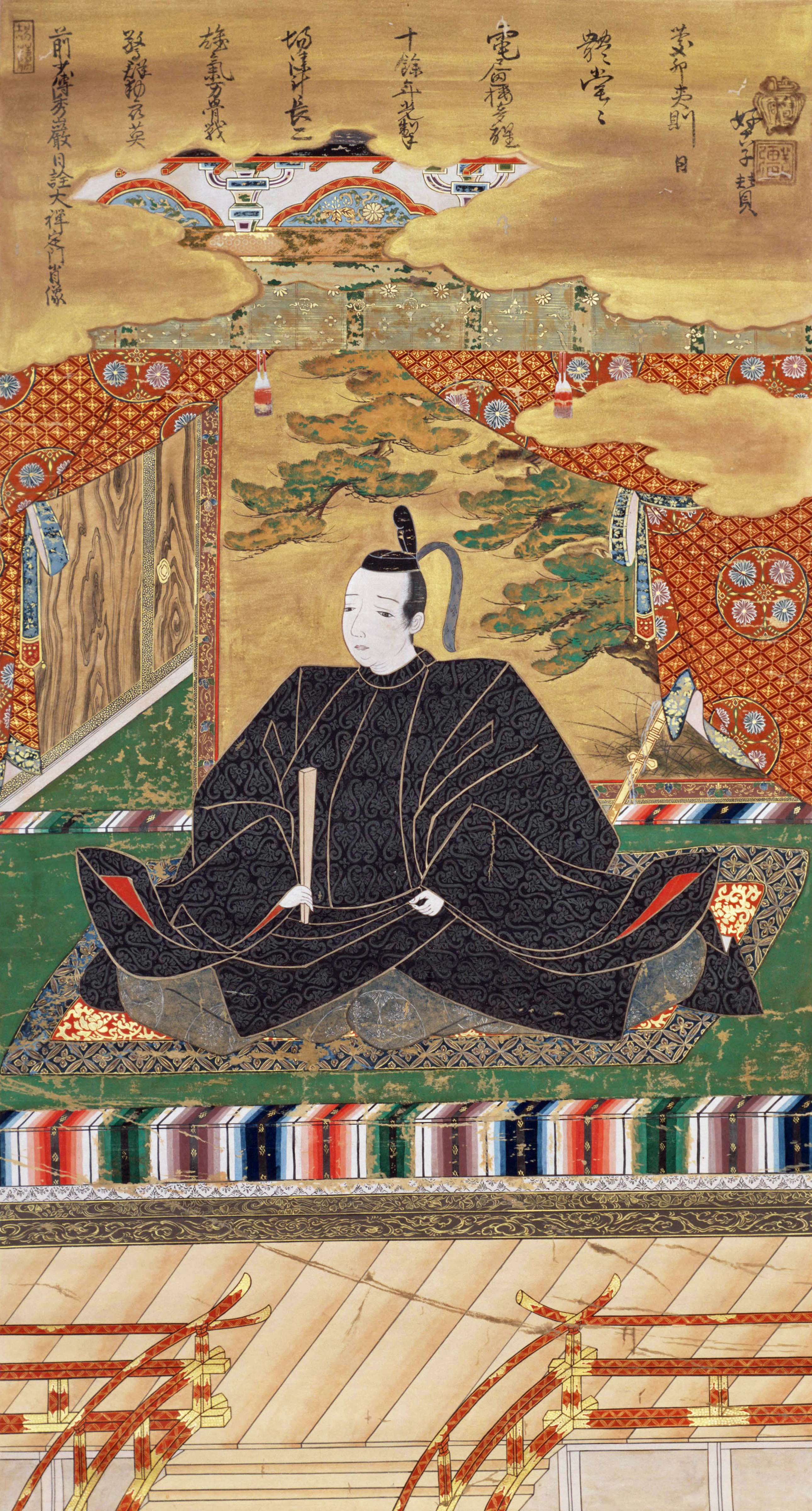
Kobajakava Hideaki két tartományt kapott az átállásért cserébe

Kobajakava Hideaki október 22-én 15 000 emberrel vette ostrom alá Szavajamát, amit Micunari fivére, Isida Maszazumi védett. Isida egy nappal később megadta magát és öngyilkosságot követett el. Az ostromló sereg ezután Oszaka felé vonult tovább. Móri Terumoto, a nyugatiak névleges fővezére itt várta Iejaszut. A Mórik távolmaradása a csatától azonban feldühítette Tokugavát, aki szerint nem kellett volna elfogadnia egy fontos pozíciót, ha utóbb nem támogatja annak ügyét. Kiparancsolta Terumotót a várból, majd utasította, hogy adja át legjobb tartományait unokatestvérének, Kikkava Hiroiének, akit megdöbbentett ez a lépés, hiszen az ő célja a Mórik hatalmának megőrzése volt. A Móri család évi jövedelme 1,2 millió kokuról 360 000-re csökkent, és csak Nagatót és Szuét tarthatták meg. Simazu Josihiróval, aki végigvágta magát az ellenséges csapatokon a menekülés érdekében, békét kötött. Birtokaikat megtarthatták, és 1609-ben még a Rjúkjúi Királyság meghódítását is engedélyezte nekik. Josihirónak azonban le kellett mondania a családfői pozíciójáról, és átadni azt Simazu Tadacunénak.
Konisi Jukinagának felajánlották az öngyilkosság lehetőségét, de keresztény hite miatt nem élt ezzel, így lefejezték. Kuroda nem engedte meg, hogy halála előtt találkozhasson egy pappal. Isida Micunarit és Ankokudzsi Ekeit elfogták menekülés közben. Isidát saját birtoka egyik falujának lakosai adták fel. Kiotó ősi vesztőhelyén fejezték le őket. Ukita Hideie Szacumába, a Simazuk birtokára menekült, és távollétében három tartományból álló birtokát elkobozták. 1603-ban Simazu Iehisza feladta, és először őt is halálra akarta Iejaszu ítélni, majd némi gondolkodás után száműzetésbe küldte, ahol 1655-ig élt. Azonban az alig hatéves Tojotomi Hidejorival korrekten bánt, nem akarva magára haragítani saját szövetségeseiből azokat, akik sokat köszönhettek apjának. Három tartományt és az oszakai várat adta neki, 650 000 koku jövedelemmel, valamint 1603-ban hatéves lányunokájával házasságot ígért neki. Go-Józei császár ugyanebben az évben, 1603. március 24-én felajánlotta Iejaszunak a sóguni címet.
Hidejorival 1615-ben számolt le Iejaszu, aki 1605-ben átadta a sóguni címet fiának, Hidetadának. Ebben az évben került sor a Hókódzsi-harang incidensre, amit indokul felhasználva Tokugava ostrom alá vette Oszakát. Sokan, akik korábban Isidát támogatták, most az ostrom során igyekeztek kitüntetni magukat. A harc Hidejori halálával ért véget. A csata és Hidejori halála tette lehetővé a Tokugava-sógunátus létrejöttét, ami az elkövetkező 260 évben irányította Japánt. Az új kormányzat utolsó jelentősebb konfliktusa a simabarai felkelés leverése volt, amit évszázados béke és gyarapodás követett. Japán 1874-ig nem vett részt külhoni agresszióban, nőtt a mezőgazdasági termelés, a városok fejlettsége, ami a művészetekre is jótékony hatást gyakorolt. Az időszakban a lakosság lélekszáma 18 millióról 30 millióra növekedett. Betiltották a kereszténységet és a hollandok dedzsimai kereskedelmi telepén kívül egyetlen nyugati állammal sem folytattak kereskedelmet. Azonban a vesztesek, különösen a Mórik és a Simazuk, nem törődtek bele a megaláztatásba. 1868–69-ben visszavághattak: a Bosin-háború során ők is részt vettek az egyre gyengébben működő, sürgős reformokra szoruló sógunátus megdöntésében.

### A birtokok újraosztása
Iejaszu, hogy támogatóit kielégítse, 90 lojalista család összesen 6,5 millió koku jövedelemmel bíró birtokát kobozta el. Ennek jelentős része a Tokugavákhoz került, de bőségesen juttattak a szövetségeseknek és vazallusoknak is belőle. Támogatóinak termelékenyebb földeket juttatott, míg ellenségeinek rosszabbul termőket. Előbbiek lettek a fudai (belső), utóbbiak a tozama (külső) daimjók. Míg a fudaiok stratégiailag fontos útvonalakon fekvő területeket kaptak, a tozama birtokok nagyobbak voltak. 176 fudai és 86 tozama daimjó volt Japánban az Edo-bakufu uralmának elején. A kormányzatnak joga volt arra, hogy a daimjót felmentse hivatalából, elköltöztesse más birtokra vagy elkobozza a birtokát. A sógunátus első négy évtizedében 71 daimjótól kobozták el a vagyonát büntetésből.
Kobajakava Hideaki két tartományt kapott összesen 560 000 koku jövedelemmel, ám két év múlva, 20 évesen utód nélkül halt meg, így családja kihalt, területeit pedig egy szomszédos család kapta meg. Kató Kijomasza Kjúsún maradt a csata idejére, és itt segítette Iejaszu ügyét. A csata után régi ellensége, Konisi egykori birtokát (Higo tartomány másik felét) kapta meg és ezzel mintegy 520 000 kokura nőtt a jövedelme. 11 évvel később Iejaszunál tett látogatása során meghalt. Mivel megpróbált közvetíteni Hidejori és Iejaszu között, többen azt gyanították, hogy Tokugava mérgeztette meg, attól való félelmében, hogy hűséges Hidejorihoz, és így veszélyt jelent rá. Maeda Tosinaga támogatásáért cserébe a nyugatiakkal szövetkezett testvére elkobzott birtokát kapta meg, így Iejaszu után a második legtehetősebb daimjó lett.

## A csatatér napjainkban

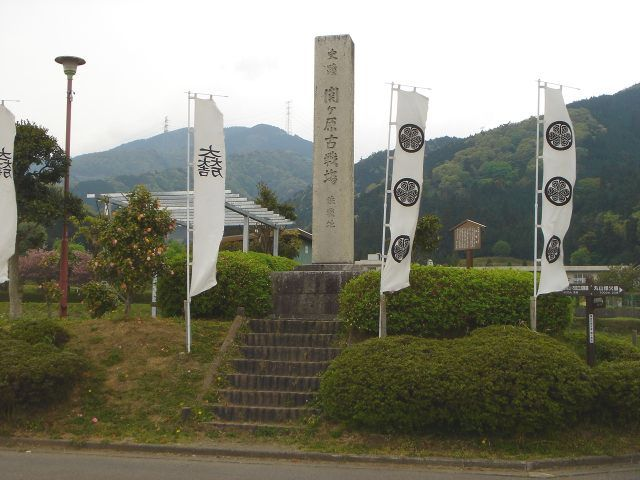
A csata egyik emlékműve napjainkban, baloldalt Isida, jobboldalt Tokugava zászlajával

Szekigahara településén a Tókaidó Sinkanszen fut keresztül, így Gifu fél, Nagoja egy óra alatt elérhető. A Nakaszendó út, mely mára már autópálya, szintén érinti a települést. A település pár ezres lélekszáma miatt nem találhatóak itt jelentős épületek. Az egykori csatatér nagy részét napjainkban rizsföldek borítják. Tokugava utolsó táborhelyén, ahol megtekintette a levágott fejeket, ma park található. A parkkal szemben van a Szekigaharai Múzeum, ahol a csatával kapcsolatos tárgyak, dokumentumok, könyvek és térképek tekinthetők meg. Az utolsó és leghevesebb összecsapás helyét egy obeliszk és a csatában harcoló családok jelképével díszített zászlók jelölik a földeken. A csatatér mellett található egy szabadtéri múzeum életnagyságú viaszbábokkal. A település közelében egy emlékhely is van, amit a csatában elesett nyugati szamurájok fejeinek tiszteletére emeltek.

## Kulturális hatás
- James Clavell 1975-ös A sógun című regénye a csatához vezető politikai manővereket mutatja be. Toranaga Tokugava Iejaszu, Isido Isida Micunari, Mariko Hoszokava Grácia, Blackthorne pedig William Adams megfelelője a történetben. Mariko és Blackthorne szerelmi viszonyától eltekintve a regény többnyire történelemhűen mutatja be az eseményeket és szinte minden szereplőnek van valós megfelelője, habár Clavell gyakran kiszínezte életüket vagy több személyből hozott létre egyet.[50][51] Isida könyvben írt halálneme is egy másik személyhez, Oga Jasiróhoz köthető, akit azután ítéltek ilyen kegyetlen büntetésre, hogy el akarta árulni urát, Iejaszut.[52] 1980-ban négyrészes tévésorozatot forgattak a regényből.[53]
- A csata újrajátszása szerepelt a BBC 2008-as Heroes and Villains sorozatában.[54]
- A csata játszható Iejaszu egyik tábornokaként a 2007-es Age of Empires III: The Asian Dynasties című videójáték japán hadjáratában.[55]
- Isida Micunari oldaláról lehet játszani az ütközetet a 2011-es Total War: Shogun 2 videójáték történelmi csatái között. A Tokugavák legyőzése után Kobajakava csapatai ellen kell harcolni, ami különösen nehézzé teszi a csatát.[56]
- A szekigaharai ütközet játszható a Samurai Warriors 2 videójátékban is, ahol a játékos több döntése is befolyásolja a csatát (például Kobajakava átállásának a megakadályozása vagy a Mórik harcra kényszerítése).[57]
- Az 1999 és 2006 között futó Samurai Deeper Kyo című mangában is szerepet kap a csata.[58]
- Az 1998 óta futó Vagabond című mangában is ábrázolják a csatát.[59]
- A csata alternatív változatát mutatja be a 2011-ben kiadott Szengoku Basara: The Last Party animefilm, ahol Date Maszamune és Szanada Jukimura harcol az általuk korábban megölt Tojotomi emberével, Isidával.[60]
- A csata játszható még a PlayStation 3 és Wii konzolra megjelent Sengoku Basara Samurai Heroes című játékban (több nézőpontból) is.